# 蘭汗
蘭汗（？—398年8月15日），昌黎郡棘城县（今辽宁省锦州市义县）人，慕容垂堂舅。

## 生平
昌黎王蘭汗與段速骨密謀叛亂，后又杀段速骨，派兰加难诱杀慕容寶，改元青龍。夺位当年即为慕容盛所杀。蘭穆、蘭堤、蘭加難、蘭和、蘭揚也都被杀。慕容盛继位。